# Zbožňuju prachy!
Zbožňuju prachy! (v anglickém originále Friends with Money) je americká filmová komedie z roku 2006. Režisérkou filmu je Nicole Holofcener. Hlavní role ve filmu ztvárnili Jennifer Aniston, Catherine Keener, Frances McDormandová, Joan Cusack a Jason Isaacs. 

## Obsazení
| Jennifer Aniston     | Olivia    |
| Catherine Keener     | Christine |
| Frances McDormandová | Jane      |
| Joan Cusack          | Franny    |
| Jason Isaacs         | David     |
| Scott Caan           | Mike      |
| Simon McBurney       | Aaron     |
| Greg Germann         | Matt      |